# Jürgen Morlok

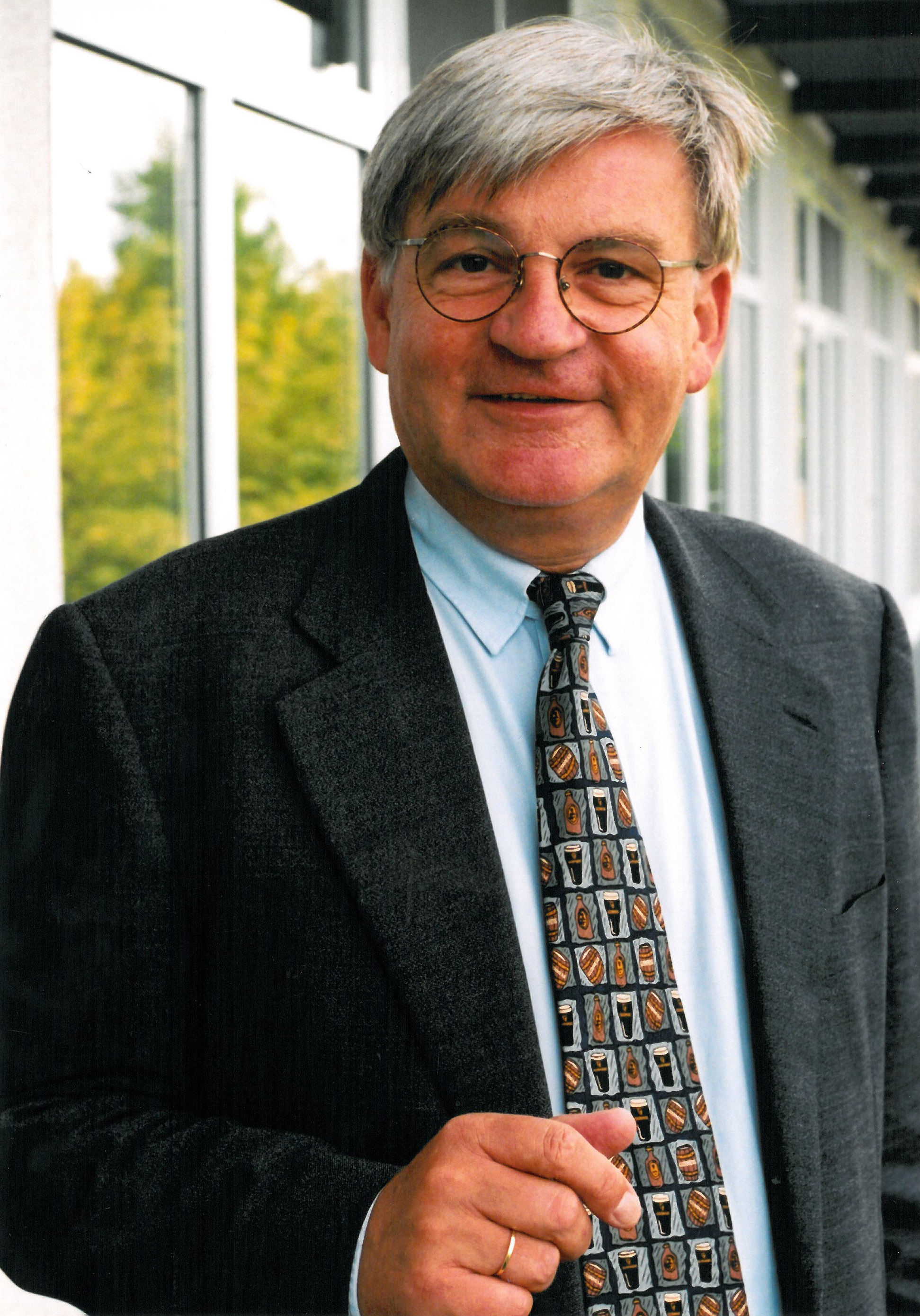
Jürgen Morlok, 2016

Jürgen Morlok (* 30. September 1945 in Karlsruhe) ist ein deutscher Politiker der FDP und Unternehmensberater. Er war von 1976 bis 1984 Vorsitzender der FDP/DVP-Fraktion im Landtag von Baden-Württemberg und von 1978 bis 1985 Landesvorsitzender der FDP Baden-Württemberg.

## Leben und Beruf
Jürgen Morlok bestand 1966 sein Abitur in Ettlingen und studierte danach Politik und Wirtschaftswissenschaften an der Freien Universität Berlin und der Universität Karlsruhe. 1974 erfolgte seine Promotion zum Dr. rer. pol. Von 1975 bis 1987 war er Lehrbeauftragter an der Universität Karlsruhe und auch bereits seit 1975 in mittelständischen Unternehmen und in der Industrie tätig. Morlok ist selbstständiger Unternehmensberater und Verwaltungs- und Aufsichtsratsmitglied in mehreren in- und ausländischen Unternehmen.
Anfang 1994 wurde Morlok Sprecher des Unternehmens FlowTex, das in betrügerischer Weise mit Horizontalbohrmaschinen handelte. Im Tatzeitraum von 1994 bis 1999 entstand ein Schaden von fast fünf Milliarden D-Mark, womit es sich um den bis dahin schwersten Fall von Wirtschaftskriminalität in der Geschichte der Bundesrepublik handelte. Morlok wurde vorgeworfen, vor allem als „Türöffner“ zu politischen Kreisen und der Vergabe öffentlicher Aufträge gedient zu haben. Obwohl er sechs Jahre lang die „rechte Hand“ des Haupttäters Manfred Schmider gewesen sein soll, blieb er von Strafverfolgung unbehelligt. Eine Mitwisserschaft bestritt Morlok stets.
Seit März 2006 ist Morlok Professor an der privaten Einrichtung Karlshochschule International University.

## Politik
Im Jahre 1964 wurde Morlok Mitglied der FDP. 1971 wurde er Kommunalratsmitglied der Stadt Karlsruhe. 1972 gewann er erstmals ein Mandat für den Landtag von Baden-Württemberg, dem er von der 6. Wahlperiode bis zum Ende der 9. Wahlperiode 1988 angehörte. Von 1973 bis 1976 war er Mitglied und stellvertretender Verbandsvorsitzender des Regionalverbands Mittlerer Oberrhein. 1973 wurde er Mitglied des Vorstands des FDP/DVP-Landesverbands in Baden-Württemberg. 
Von 1976 bis 1984 übernahm er den Vorsitz der FDP/DVP-Fraktion des Landtags. Von 1978 bis 1985 war er als Nachfolger von Martin Bangemann auch Vorsitzender des FDP/DVP-Landesverbands. In dieser Zeit nahm Morlok weitere Funktionen in der FDP wahr. So war er von 1978 bis 1985 Mitglied des Bundesvorstandes der FDP, von 1982 bis 1985 stellvertretender Bundesvorsitzender der FDP und kurzzeitig auch Mitglied des Exekutivkomitees der Liberalen Internationale (1984–1985). 
Nach Morloks Rückzug aus der Politik wurde Walter Döring Nachfolger als Landesvorsitzender des FDP/DVP-Landesverbands. Im Jahre 1996 wurde Jürgen Morlok Ehrenvorsitzender der FDP Baden-Württemberg.

## Sonstige Tätigkeiten
Morlok war von 1996 bis 2020 Vorsitzender des Kuratoriums der Friedrich-Naumann-Stiftung für die Freiheit und ist seit 2021 dessen Ehrenvorsitzender. Er ist stellvertretender Vorsitzender des Kuratoriums der Villa Lessing – Liberale Stiftung Saar. Von 1981 bis 1987 war er als Mitherausgeber der Zeitschrift liberal tätig.
Ein Depositum mit Unterlagen von und über Morlok befindet sich im Archiv des Liberalismus der Friedrich-Naumann-Stiftung für die Freiheit in Gummersbach.

## Ehrungen
- 1984: Verdienstkreuz 1. Klasse der Bundesrepublik Deutschland
- 1988: Großes Verdienstkreuz der Bundesrepublik Deutschland
- 1995: Verdienstmedaille des Landes Baden-Württemberg
- 2019: Reinhold-Maier-Medaille

## Werke
- (Hrsg.): Was wollen die Jungen in der FDP. 10 Antworten. Info-Verlag, Karlsruhe 1973.
- Leitlinien für eine verteilungspolitische Gesamtkonzeption in einer offenen Gesellschaft unter Berücksichtigung makroökonomischer Verteilungstheorien. Ein wirtschaftspolitisches Handlungsmodell, dargestellt am Beispiel der Bundesrepublik Deutschland, Karlsruhe 1975 (Diss. Karlsruhe 1974).
- Liberale Profile. Freiheit und Verantwortung, Seewald, Stuttgart 1983.
- (Hrsg.): Otto Graf Lambsdorff: Der Freiheit verpflichtet. 2 Bde., Lucius & Lucius, Stuttgart 2006/07.
- Über Freiheit, Eigentum und die Zukunft der Demokratie, Liberales Institut, Potsdam 2009.
- Noch eine Chance für die soziale Marktwirtschaft? Rückbesinnung auf Ordnungspolitik und Haftung, gemeinsam mit Peter Altmiks, Olzog, München 2012.